# Saint-Mars-du-Désert (Mayenne)
Saint-Mars-du-Désert è un comune francese di 202 abitanti situato nel dipartimento della Mayenne nella regione dei Paesi della Loira.

## Società

### Evoluzione demografica
Abitanti censiti